# Miroslav Rybař
Miroslav Rybař (ur. 12 marca 1924 w Brnie-Žabovřeskach, zm. 6 grudnia 1970 w Brnie) – czechosłowacki konstruktor broni strzeleckiej.

## Życiorys
Po ukończeniu w 1943 roku Wyższej Szkoły Produkcji Przemysłowej Miroslav Rybař rozpoczął pracę w zakładach zbrojeniowych Zbrojovka Brno. Od 1948 roku pracował w wydziale projektowym tych zakładów.
W 1949 roku został powołany do wojska. W 1950 roku uzyskał tytuł inżyniera mechanika. Następnie powrócił do pracy w zakładach zbrojeniowych, brał udział m.in. w projektowaniu karabinu maszynowego vz. 59. 
W latach 1957–1958 Miroslav Rybař odbywał studia podyplomowe na Wojskowej Akademii Technicznej w Brnie. W ramach pracy dyplomowej zaprojektował małogabarytowy pistolet maszynowy Š-59, który po dopracowaniu jest produkowany jako Sa vz. 61 Škorpion. Konstrukcji tej Miroslav Rybař poświęcał następne lata, konstruując kolejne wersje Škorpiona zasilane coraz silniejszą amunicją pistoletową. 
W latach 1965–1967 pracował jako główny inżynier ds. rozwoju broni, poprosił jednak o przeniesienie z powrotem do projektowania broni. W 1966 roku został nagrodzony Nagrodą Państwową.
Był żonaty z Marią (ur. 1927), miał z nią syna Miroslava (ur. 1948) i córkę Marię (ur. 1950).
Zmarł nagle, 6 grudnia 1970 roku. Został pochowany na cmentarzu centralnym w Brnie.